# Стефан (Дзугкоев)
Игумен Стефан (в миру Казбек Муратович Дзугкоев, осет. Дзугкойты Мураты фырт Хъазыбег; 17 июня 1971, Алагир, Северная Осетия) — священнослужитель Русской православной церкви, наместник Аланского Свято-Успенского монастыря.

## Биография
В 1987 году окончил среднюю школу № 5 города Алагира и поступил в строительное профессионально-техническое училище, которое окончил в 1988 году.
В 1988—2002 годы работал по специальности в строительных организациях.
В 2002 году принял крещение в Успенском Аланском мужском монастыре, куда был принят послушником в том же году.
10 апреля 2003 года пострижен наместником обители игуменом Антонием (Даниловым) в мантию с именем Стефан, в честь преподобного Стефана, игумена Триглийского.
С 2003 года нёс послушание на строительстве нового монастырского комплекса в селе Хидикус в Куртатинском ущелье.
13 декабря 2004 года в Андреевском кафедральном соборе Ставрополя рукоположен епископом Ставропольским и Владикавказским Феофаном (Ашурковым) во иеродиакона.
9 июня 2009 года в храме женского монастыря в честь Святой Троицы в селе Совхозном Кабардино-Балкарской Республики рукоположен архиепископом Феофаном во иеромонаха и направлен в Свято-Успенский Аланский мужской монастырь.
4 апреля 2010 года ко дню Святой Пасхи за усердное служение Церкви Божией награждён набедренником.
В течение ряда лет иеромонах Стефан исполнял обязанности эконома монастыря. Проявил себя как ревностный монах и пастырь, а также высококвалифицированный строитель. При его активном непосредственном участии был восстановлен из руин храм святых Жен-мироносиц — первый в Куртатинском ущелье монастырский храм, возведён и благоустроен братский корпус, построен новый корпус соборного храма в честь Иверской Моздокской иконы Божией Матери.
15 ноября 2011 года указом архиепископа Зосимы (Остапенко) исполнял обязанности наместника Успенского Аланского мужского монастыря.
17 мая 2012 года епархиальный совет Владикавсказской епархии утвердил его наместником Аланского Свято-Успенского мужского монастыря.
26 декабря 2012 года решением Священного Синода назначил иеромонаха Стефана на должность наместника (игумена) Успенского Аланского мужского монастыря.
25 февраля 2013 года в малом храме в честь святых жен-мироносиц Успенского Аланского монастыря иеромонаху Стафану был вручён игуменский жезл.
5 марта 2013 года был избран в Епархиальный совет Владикавказской и Аланской епархии.
28 декабря 2015 года в связи с ухудшением здоровья архиепископ Владикавказский и Аланский Зосима (Остапенко) оставил служение в епархии и отбыл на лечение в Москву, в связи с чем на иеромонаха Стефана (Дзугкоева) были возложена обязанности секретаря епархии, то есть фактически временного управляющего. Пробыл в таковом качестве вплоть до назначения 4 февраля 2016 года временно управляющим Владикавказской епархией архиепископ Феофилакта (Курьянова).